# Betty White
Betty Marion White Ludden (Oak Park, 17 gennaio 1922 – Los Angeles, 31 dicembre 2021) è stata un'attrice e conduttrice televisiva statunitense.
È nota per numerosi ruoli televisivi, come quello di Sue Ann Nivens nella serie Mary Tyler Moore (1973-1977) e di Rose Nylund in Cuori senza età (1985-1992). A partire dalla seconda metà degli anni ottanta prese parte a numerose altre serie televisive, fra cui The Carol Burnett Show, Santa Barbara (1988), I Simpson (2000-2007), Boston Legal (2005-2008), Beautiful (2006-2009), Ugly Betty (2008), My Name is Earl (2009), Community (2010). Dal 2010 al 2015 fu tra le protagoniste della sit-com Hot in Cleveland, nella parte di Elka Ostrovsky.
Al cinema prese parte a film come Tempesta su Washington (1962), Pioggia infernale (1998), Storia di noi due (1999), Ricatto d'amore (2009) e Ancora tu! (2010). Nella sua carriera ottenne oltre 20 candidature agli Emmy Awards, vincendone 7, e fu candidata più volte per i Golden Globe. Nel 2012, all'età di 90 anni, vinse il suo primo Grammy Award. Ha una stella sulla Hollywood Walk of Fame.

## Biografia

### Gli inizi e il successo con ilMary Tyler Moore Show
Dotata di grande versatilità e senso dell'umorismo, spaziò dal cinema alla televisione americana, di cui fu una delle star incontrastate, vincendo ben sette volte l'Emmy Awards e molti altri premi.
Debuttò nei primi anni quaranta come modella, per poi apparire, nel 1945, nel film-documentario Il tempo di uccidere. Nel 1949 ottenne il primo piccolo ruolo nella serie Hollywood on Television, in cui interpretò una centralinista. Negli anni cinquanta interpretò ruoli importanti in televisione. Dal 1953 al 1955 partecipò come protagonista e produttrice a Life with Elizabeth, mentre dal 1956 al 1958 apparve in Date with the Angels, oltre che al cinema in un paio di film. Fu spesso ospite del game show Password, condotto da Allen Ludden, che sposò in terze nozze nel 1963.

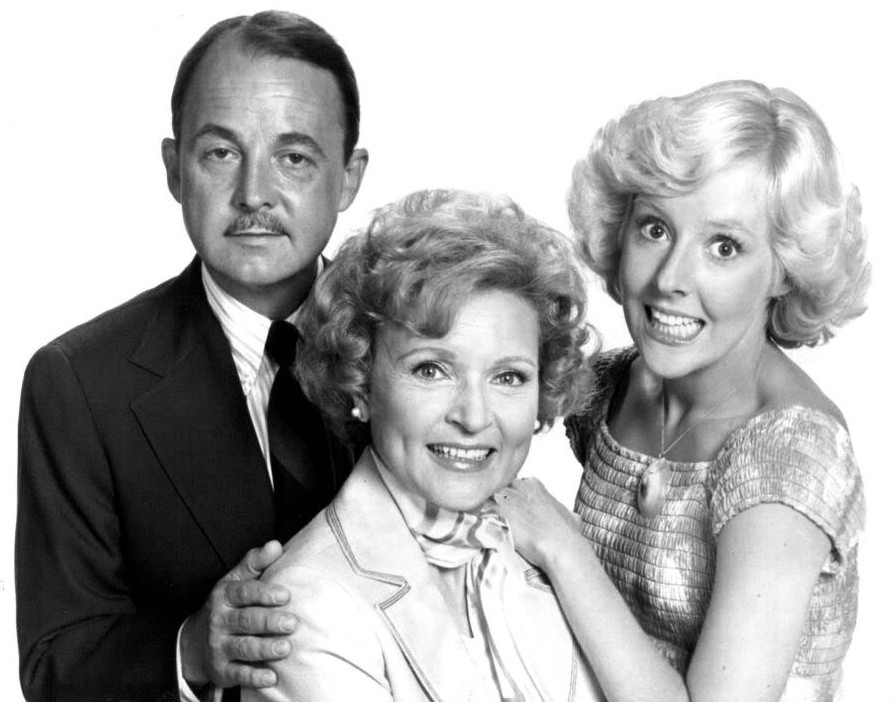
Da sinistra, John Hillerman, Betty White e Georgia Engel nel programma The Betty White Show (1977)

Negli anni sessanta lasciò temporaneamente il mondo dello spettacolo per dedicarsi alla vita privata. Al ritorno sulle scene, dal 1973 fino al 1977 apparve nel celebre Mary Tyler Moore Show, dove interpretò Sue Ann Stevens, ruolo grazie al quale ottenne grande successo negli Stati Uniti, diventando una delle regine della TV e facendosi apprezzare sia dal pubblico che dalla critica, che le conferì due Emmy Awards come miglior attrice non protagonista di una sit-com, su svariate candidature. Conclusa l'esperienza nello show, la White ne presentò uno tutto suo, il Betty White Show, in onda dal 1977 al 1978.
Durante il decennio alternò i ruoli in TV e nel 1975 fu guest-star nel telefilm Ellery Queen e nel Carol Burnett show. Dal 1983 al 1985 fu nel cast della serie Mama's family assieme a Rue McClanahan, futura collega di Cuori senza età, che sarà trasmesso con enorme successo dal 1985 al 1992, seguito dallo "spin off" Cuori al Golden Palace, andato in onda per una sola stagione nel 1992-1993.

### La fama internazionale conCuori senza età

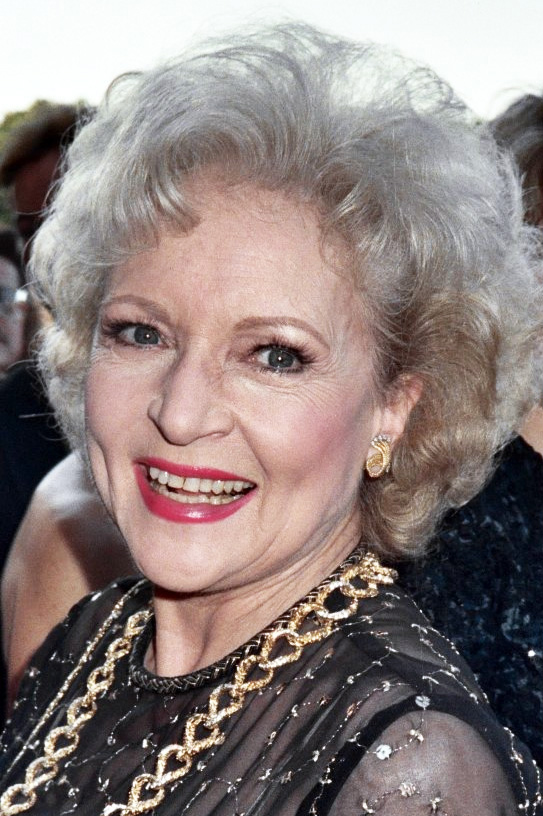
Betty White alla cerimonia dei Premi Emmy 1989

Nel 1985 ottenne la consacrazione con il telefilm Cuori senza età, nel quale interpretò il personaggio di Rose Nylund, una donna che ha passato la mezza età, di famiglia norvegese stabilitasi nel Minnesota, e che, in difficoltà economiche, arriva a Miami, in Florida, dove trova una villetta che condividerà con tre amiche, interpretate da Bea Arthur, Rue McClanahan e Estelle Getty. Il suo personaggio è uno dei più esilaranti della serie, una donna sincera, svampita ma sempre pronta ad aiutare le amiche nei momenti di sconforto.
La serie durò sette anni e diede alla White una visibilità internazionale senza precedenti, oltre a numerosi premi come l'Emmy come miglior attrice, (su 7 candidature) e quattro candidature al Golden Globe. Negli anni '90 venne girato un breve spin-off della serie, Cuori al Golden Palace, con gli stessi attori della serie madre, andato in onda dal 1992 al 1993.

### Gli anni '90 tra cinema e TV
In seguito apparve in decine di serie televisive, come Ally McBeal, Susan, Tutto in famiglia (nel quale interpretò una governante stile Mary Poppins), Providence, That '70s Show, The Practice - Professione avvocati (nel ruolo di Catherine Piper che riprenderà in Boston Legal), Everwood e Malcolm.
Nel 1996 ottenne un ennesimo Emmy Awards per la partecipazione speciale a un episodio de The John Larroquette Show. L'anno precedente entrò a far parte della Television Hall of Fame per i contributi all'industria televisiva e per la grande notorietà.
Sul grande schermo, recitò con Leslie Nielsen in L'occasione della mia vita (1991), Morgan Freeman in Pioggia infernale (1996) e interpretò la moglie di Robert Wagner in Dennis colpisce ancora (1998). Nel 1999 fu nel cast di Storia di noi due con Bruce Willis e, nello stesso anno, interpretò una stravagante vedova, Delores Bickerman, che nutre un coccodrillo gigante con le proprie vacche nel film Lake Placid. Lavorò inoltre al doppiaggio del film Bisbiglio, elefantino coraggioso (2000).
Tornò alla sitcom e nel 1999 interpretò diversi episodi della serie Ally McBeal, riconfermandosi grande interprete brillante, e ricevendo l'American Comedy Awards come miglior attrice.

### Gli anni 2000
Negli anni 2000 prese parte in veste di guest star a due celebri cartoni, I Simpson (nel 2000 poi nel 2007) e I Griffin nel 2006.
Nel 2003 affiancò Steve Martin nel film Un ciclone in casa, mentre nel 2005 entrò nel cast di Boston Legal, nel quale interpretò Catherine Piper per alcune puntate. Nel 2006 ebbe un ruolo di primo piano nella serie televisiva Beautiful, nella parte di Ann Douglas, madre di Stephanie Forrester (Susan Flannery) e di Pamela Douglas (Alley Mills). Restò nel cast della serie fino al 2009, anno in cui il personaggio di Ann muore.
Nel febbraio 2007 fece un cameo nel ruolo di sé stessa nel decimo episodio della seconda serie di Ugly Betty, serie che la stessa White aveva parodiato l'anno precedente in alcuni filmati trasmessi durante la cerimonia dei TV Land Awards.
Nel giugno 2008 vinse il TV Land Awards alla carriera e partecipò alla serata assieme a Rue McClanahan e Bea Arthur; nel 2009 interpretò la parte di nonna Annie nel film Ricatto d'amore, con Sandra Bullock e Ryan Reynolds, ottenendo la candidatura sia agli MTV Movie Awards che ai Teen Choice Awardss.

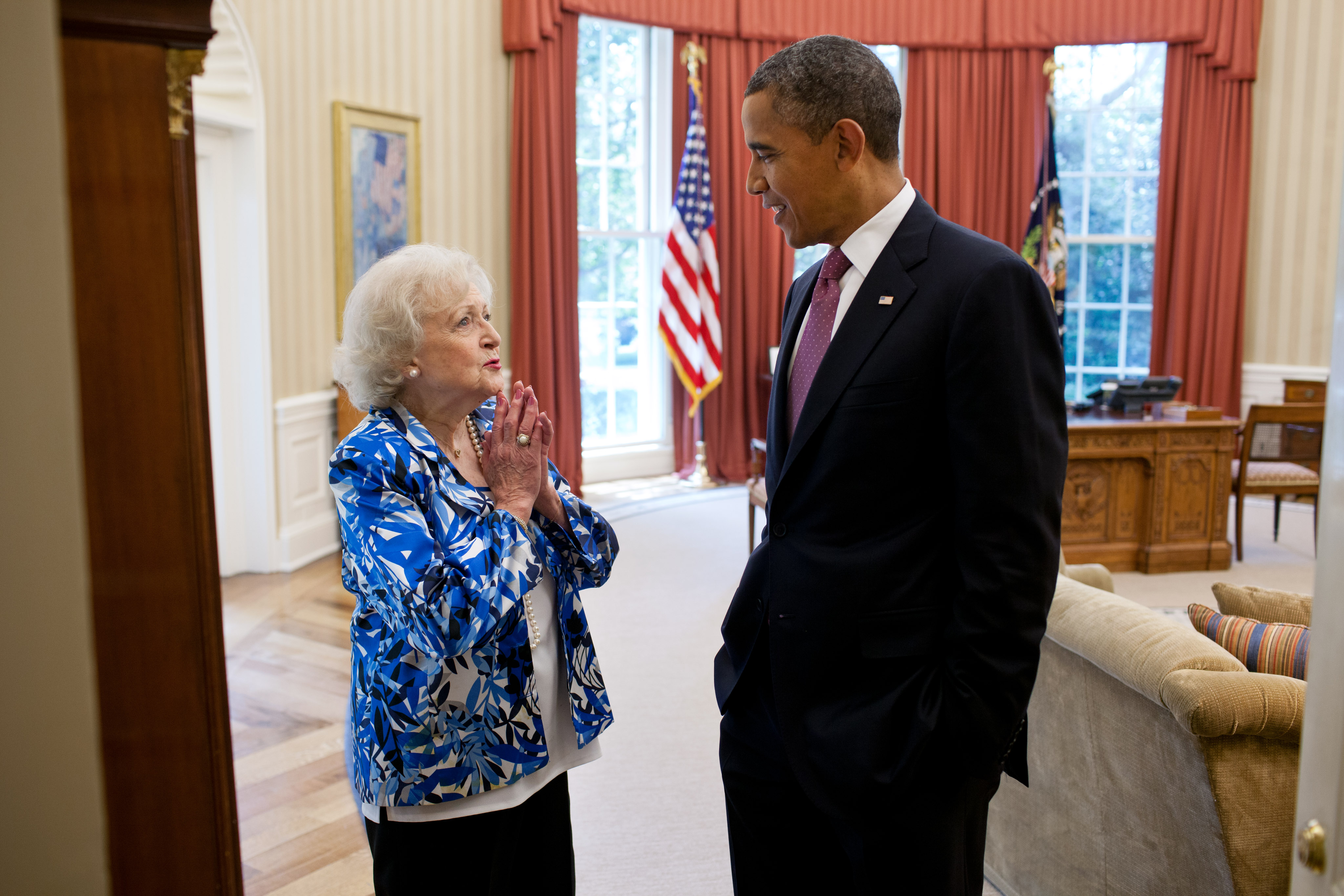
Betty White insieme a Barack Obama nel 2012

Il 23 gennaio 2010 fu premiata a Los Angeles con il Life Achievement Award dallo Screen Actors Guild, il sindacato che rappresenta più di 100.000 attori del cinema e del piccolo schermo, e che rese onore alla sua lunghissima e brillante carriera nella televisione americana.

### Il successo diHot in Clevelande il primo Grammy Awards
Nel maggio 2010 partecipò allo spettacolo televisivo Saturday Night Live, vincendo il suo settimo Emmy Awards. Nello stesso anno uscì nelle sale il film Ancora tu!, che la vide protagonista insieme a Kristen Bell, Jamie Lee Curtis e Patrick Duffy. Partecipò inoltre alla prima puntata della seconda stagione di Community, brillante sit-com statunitense, ricoprendo il ruolo della stramba professoressa di antropologia.
Dal 2010 fu protagonista insieme a Valerie Bertinelli, Jane Leeves e Wendie Malick della serie TV comica Hot in Cleveland, in onda su Tv Land e trasmessa in Italia da Fox Life, in cui interpretò la parte di Elka Ostrowsky. Grazie alla sua brillante interpretazione, nel 2011 ottenne l'ennesima candidatura per l'Emmy Awards nella categoria miglior attrice non protagonista, e nel 2011 e 2012 vinse lo Screen Actors Guild Award come miglior attrice comica.
Nel 2011 la cantante emergente Luciana la scelse per partecipare al suo singolo I'm still Hot. Il brano venne pubblicato il 22 settembre 2011 e il 7 ottobre 2011 il video uscì su YouTube, raggiungendo in poco tempo oltre 1 milione di visualizzazioni.
Tra il 2011 e il 2012 partecipò a Lorax - Il guardiano della foresta, dove prestò la voce al personaggio di Norma. Con lei nel cast Danny DeVito (il protagonista Lorax) e, tra gli altri, Zac Efron e Taylor Swift. Nel 2012, a 90 anni, ricevette il suo primo Grammy Awards nella categoria Best Spoken Word Album per l'album If You Ask Me (And of Course You Won't). Sempre nello stesso anno, la sua statua di cera fu collocata al celebre museo Madame Tussauds di Londra.
Tra il 2012 e il 2013 presentò lo spettacolo in TVBetty White's Off Their Rockers sulla NBC, che le valse la candidatura consecutiva agli Emmy Awards come miglior conduttrice nel 2012 e 2013. Nel 2015 ricevette sia il suo primo People's Choice Awards come icona della tv, che il quarto TV Land Awards come leggenda della tv.
È morta nel sonno il 31 dicembre 2021 a Los Angeles, a causa di un ictus avuto il 25 dicembre, 17 giorni prima di compiere 100 anni.

## Vita privata
Di lontane origini tedesche, gallesi e greche, Betty White è stata sposata per tre volte: con l'aviatore Frederick Richard Barker nel 1945 per pochi mesi, con il direttore dei casting Lane Allan dal 1947 al 1949, e dal 1963 al 1981 (anno della morte del marito) con l'attore Allen Ludden, morto di cancro. Non ha avuto figli.
Intervistata nel 2011, l'attrice rivelò che si era prestata ad essere pubblicamente accostata all'amico Liberace, facendo da sua frequentatrice-maschera ("beard"), per allontanare da lui il sospetto di omosessualità quando essa era perseguibile legalmente ed era considerata uno stigma sociale.

## Filmografia

### Cinema
- Tempesta su Washington (Advise & Consent), regia di Otto Preminger (1962)
- Pioggia infernale (Hard Rain), regia di Mikael Salomon (1998)
- Dennis colpisce ancora (Dennis the Menace Strikes Again!), regia di Charles T. Kanganis (1998)
- Il genio (Holy Man), regia di Stephen Herek (1998)
- Lake Placid, regia di Steve Miner (1999)
- Storia di noi due (The Story of Us), regia di Rob Reiner (1999)
- Un ciclone in casa (Bringing Down the House), regia di Adam Shankman (2003)
- Il desiderio più grande (The Third Wish), regia di Shelley Jensen (2005)
- Love N' Dancing, regia di Robert Iscove (2009)
- Ricatto d'amore (The Proposal), regia di Anne Fletcher (2009)
- Ancora tu! (You Again), regia di Andy Fickman (2010)

### Televisione
- Hollywood on Television – serie TV (1949-1950)
- Life with Elizabeth – serie TV, 19 episodi (1952-1955)
- The Millionaire – serie TV, 1 episodio (1956)
- Date with the Angels  – serie TV, 33 episodi (1957-1958)
- The United States Steel Hour – serie TV, 1 episodio (1962)
- That's Life – serie TV, 1 episodio (1968)
- Petticoat Junction – serie TV, 1 episodio (1969)
- Vanished, regia di Buzz Kulik – film TV (1971)
- The Pet Set – serie TV, 4 episodi (1971)
- La strana coppia (The Odd Couple) – serie TV, 1 episodio (1972)
- Mary Tyler Moore (Mary Tyler Moore Show) – serie TV, 45 episodi (1973-1977)
- Lucas Tanner – serie TV, 1 episodio (1975)
- Ellery Queen – serie TV, episodio 1x06 (1975)
- The Carol Burnett Show – serie TV, 2 episodi (1975-1976)
- The John Davidson Christmas Special, regia di Tony Charmoli – film TV (1977)
- Betty White Show (The Betty White Show) – serie TV, 14 episodi (1977-1978)
- In tre si sposa meglio (With This Ring), regia di James Sheldon – film TV (1978)
- The Best Place to Be, regia di David Miller – film TV (1979)
- Prima e dopo (Before and After), regia di Kim Friedman – film TV (1979)
- The Gossip Columnist, regia di James Sheldon – film TV (1980)
- Love Boat (The Love Boat) – serie TV, 5 episodi (1980-1985)
- The Tonight Show Starring Johnny Carson – serie TV, 1 episodio (1981)
- Stephanie, regia di Burt Brinckerhoff – film TV (1981)
- Il meglio del west (Best of the West) – serie TV, 1 episodio (1981)
- Con affetto, tuo Sidney (Love, Sidney) – serie TV, 1 episodio (1982)
- Eunice – film TV (1982)
- Saranno famosi (Fame) – serie TV, 1 episodio (1983)
- Just Men! – serie TV, 13 episodi (1983)
- La mamma è sempre la mamma (Mama's Family) – serie TV, 15 episodi (1983-1986)
- Hotel – serie TV, 1 episodio (1984)
- A cuore aperto (St. Elsewhere) – serie TV, 2 episodi (1985)
- Casalingo Superpiù (Who's the Boss?) – serie TV, 2 episodi (1985)
- Cuori senza età (The Golden Girls) – serie TV, 177 episodi (1985-1992)
- Alf Loves a Mystery, regia di Tony Singletary – film TV (1987)
- Santa Barbara – serie TV, 3 episodi (1988)
- Destini – serie TV (1988)
- Il cane di papà (Empty Nest) – serie TV, 3 episodi (1989-1992)
- Carol & Company – serie TV, 1 episodio (1990)
- Corsie in allegria (Nurses) – serie TV, 1 episodio (1991)
- L'occasione della mia vita (Chance of a Lifetime), regia di Jonathan Sanger – film TV (1991)
- Cuori al Golden Palace (The Golden Palace) – serie TV, 24 episodi (1992-1993)
- Bob – serie TV, 8 episodi (1993)
- Un detective in corsia (Diagnosis Murder) – serie TV, 1 episodio (1994)
- The Naked Truth – serie TV, 2 episodi (1995)
- Maybe This Time – serie TV, 18 episodi (1995-1996)
- A Weekend in the Country, regia di Martin Bergman – film TV (1996)
- The Story of Santa Claus, regia di Toby Bluth (solo voce) – film TV (1996)
- Susan (Suddenly Susan) – serie TV, 1 episodio (1996)
- Me & George – serie TV (1996)
- The Lionhearts – serie TV, 5 episodi (1998)
- L.A. Doctors – serie TV, 1 episodio (1998)
- Ally McBeal – serie TV, 1 episodio (1999)
- Ladies Man – serie TV, 30 episodi (1999-2001)
- King of the Hill – serie TV, 2 episodi (1999-2002)
- Sei cuccioli in cerca d'amore (The Retrievers), regia di Paul Schneider – film TV (2001)
- The Ellen Show – serie TV, 1 episodio (2001)
- Prima o poi divorzio! (Yes, Dear) – serie TV, 1 episodio (2002)
- Providence – serie TV, 1 episodio (2002)
- That '70s Show – serie TV, 4 episodi (2002-2003)
- Supereroi per caso: Le disavventure di Batman e Robin (Return to the Batcave: The Misadventures of Adam and Burt), regia di Paul A. Kaufman – film TV (2003)
- Truffa a Natale (Stealing Christmas), regia di Gregg Champion – film TV (2003)
- The Practice - Professione avvocati (The Practice) – serie TV, 3 episodi (2004)
- Everwood – serie TV, 2 episodi (2003-2004)
- Tutto in famiglia (My Wife and Kids) – serie TV, 1 episodio (2004)
- Malcolm – serie TV, 1 episodio (2004)
- Father of the Pride – serie TV, 1 episodio (2004)
- Selvaggi (Complete Savages) – serie TV, 2 episodi (2004-2005)
- Il promontorio di Annie (Annie's Point), regia di Michael Switzer – film TV (2005)
- Joey – serie TV, 1 episodio (2005)
- Boston Legal – serie TV, 25 episodi (2005-2008)
- Beautiful (The Bold and the Beautiful) - soap opera, 23 episodi (2006-2009)
- Ugly Betty – serie TV, 1 episodio (2007)
- My Name Is Earl – serie TV, 1 episodio (2009)
- 30 Rock – serie TV, 1 episodio (2009)
- Glenn Martin DDS – serie TV, 2 episodi (2009-2010)
- Storyline Online – serie TV, 1 episodio (2010)
- The Middle – serie TV, 1 episodio (2010)
- Community – serie TV, 2 episodi (2010)
- Hot in Cleveland – serie TV, 128 episodi (2010-2015)
- L'ultimo San Valentino (The Lost Valentine), regia di Darnell Martin – film TV (2011)
- The Client List - Clienti speciali (The Client List) – serie TV, 1 episodio (2012)
- Betty White's Off Their Rockers – serie TV (2012-2013)
- Save Me – serie TV, 1 episodio (2013)
- Bones - serie TV, 1 episodio (2015)
- Young & Hungry - Cuori in cucina - serie TV, 2 episodi (2017)

### Cortometraggi
- Il tempo di uccidere (Time to Kill), regia di George Reeves (1945)

### Videoclip
- I'm still hot - Luciana feat. Betty White, in duetto come cantante (2011)
- Provocative - Brit Smith feat. Will.i.am, come coprotagonista del videoclip (2013)

### Doppiatrice
- The Story of Santa Claus, regia di Toby Bluth – film TV (1996)
- Hercules – serie TV, 1 episodio (1999)
- Bisbiglio, elefantino coraggioso (Whispers: An Elephant's Tale), regia di Drereck Joubert (2000)
- Tom Sawyer, regia di Phil Mendez e Paul Sabella (2000)
- La famiglia della giungla (The Wild Thornberrys) – serie TV, 2 episodi (2000)
- I Simpson (The Simpsons) – serie TV, 2 episodi (2000-2007)
- The Wild Thornberrys: The Origin of Donnie, regia di Dean Criswell e Carol Millicann – film TV (2001)
- Teacher's Pet – serie TV, 1 episodio (2002)
- Le tenebrose avventure di Billy e Mandy (The Grim Adventures of Billy & Mandy) – serie TV, 1 episodio (2003)
- Gary the Rat – serie TV, 1 episodio (2003)
- Higglytown Heroes - Quattro piccoli eroi (Higglytown Heroes) – serie TV, 3 episodi (2004-2007)
- I Griffin (Family Guy) – serie TV, 1 episodio (2006)
- Ponyo sulla scogliera (Gake no ue no Ponyo), regia di Hayao Miyazaki (2008)
- Pound Puppies – serie TV, 12 episodi (2010-2013)
- Lorax - Il guardiano della foresta (The Lorax), regia di Chris Renaud e Kyle Balda (2012)
- Toy Story 4, regia di Josh Cooley (2019)
- Tappo - Cucciolo in un mare di guai (Trouble), regia di Kevin Johnson (2020)

## Doppiatrici italiane
Nelle versioni in italiano delle opere in cui ha recitato, Betty White è stata doppiata da:
- Miranda Bonansea in L'occasione della mia vita, Pioggia infernale, Lake Placid, Everwood, Il desiderio più grande, Selvaggi, Joey, Boston Legal, Beautiful (1ª voce)
- Graziella Polesinanti in The Practice - Professione avvocati, Ricatto d'amore, Ancora tu!, The Middle, Hot in Cleveland, L'ultimo San Valentino, Beautiful (3ª voce), Bones
- Angiolina Quinterno in Un ciclone in casa, Tutto in famiglia, Malcolm
- Paila Pavese in Prima o poi divorzio!, 30 Rock, The Client List - Clienti speciali
- Alina Moradei in Beautiful (2ª voce), Truffa a Natale
- Paola Giannetti in Cuori senza età (st. 6-7), Boston Legal
- Micaela Giustiniani in Il genio
- Caterina Rochira in Dennis colpisce ancora
- Germana Dominici in Cuori senza età (st. 1-5)
- Renata Biserni in Cuori al Golden Palace
- Mirella Pace in Un detective in corsia
- Vittoria Febbi in Il promontorio di Annie
- Lorenza Biella in My name is Earl
- Melina Martello in Cuori senza età (ridopp. ep. 4x15)

Da doppiatrice è sostituita da:
- Alina Moradei in Bisbiglio, elefantino coraggioso, I Simpson (ep. 11x15)
- Graziella Polesinanti in Toy Story 4, I perché di Forky
- Doriana Chierici in I Simpson (ep. 18x16)
- Angiolina Quinterno in Higglytown Heroes - Quattro piccoli eroi
- Rita Savagnone in Lorax - Il guardiano della foresta

## Premi e candidature
Television Hall of Fame
- Stella per il suo contributo all'industria televisiva (1995)[6]

 Emmy Awards 
Vinti:
- Miglior attrice protagonista in una serie commedia, per Life With Elizabeth (1951)
- Miglior attrice non protagonista in una serie commedia, per Mary Tyler Moore Show (1975)
- Miglior attrice non protagonista in una serie commedia, per Mary Tyler Moore Show (1976)
- Miglior conduttrice in uno show, per Just Men! (1983)
- Miglior attrice protagonista in una serie commedia, per Cuori senza età (1986)
- Miglior attrice "guest star" in una serie commedia, per John Larroquette Show (1996)
- Miglior attrice "guest star" in una serie commedia, per Saturday Night Live (2010)

Candidature:
- Miglior attrice non protagonista in una serie commedia, per Mary Tyler Moore Show (1977)
- Miglior conduttrice in uno show, per Just Men! (1984)
- Miglior attrice protagonista in una serie commedia, per Cuori senza età (1987)
- Miglior attrice protagonista in una serie commedia, per Cuori senza età (1988)
- Miglior attrice protagonista in una serie commedia, per Cuori senza età (1989)
- Miglior attrice protagonista in una serie commedia, per Cuori senza età (1990)
- Miglior attrice protagonista in una serie commedia, per Cuori senza età (1991)
- Miglior attrice protagonista in una serie commedia, per Cuori senza età (1992)
- Miglior attrice "guest star" in una serie commedia, per Susan (1996)
- Miglior attrice "guest star" in una serie commedia, per Prima o poi divorzio! (2003)
- Miglior attrice "guest star" in una serie drammatica, per The Practice - Professione avvocati (2004)
- Miglior attrice "guest star" in una serie commedia, per My Name Is Earl (2009)
- Miglior attrice non protagonista in una serie commedia, per Hot in Cleveland (2011)
- Miglior presentatore di un reality, per Betty White's Off Their Rockers (2012)
- Miglior presentatore di un reality, per Betty White's Off Their Rockers (2013)

 Golden Globe 
Candidature:
- Miglior attrice in una serie comica, per Cuori senza età (1986)
- Miglior attrice in una serie comica, per Cuori senza età (1987)
- Miglior attrice in una serie comica, per Cuori senza età (1988)
- Miglior attrice in una serie comica, per Cuori senza età (1989)

 Grammy Awards 
Vinti:
- Best Spoken Word Album, per If You Ask Me (And of Course You Won't) (2012)

 Screen Actors Guild Awards 
Vinti:
- Premio alla carriera (2010)
- Miglior attrice protagonista in una serie comica, per Hot in Cleveland (2011)
- Miglior attrice protagonista in una serie comica, per Hot in Cleveland (2012)

Candidature:
- Miglior interpretazione di gruppo (con Valerie Bertinelli, Wendie Malick e Jane Leeves) in una serie comica, per Hot in Cleveland (2011)
- Miglior attrice in un film, per L'ultimo San Valentino (2012)

 TV Land Award 
Vinti:
- Miglior famiglia "non-tradizionale", per Cuori senza età (2003)
- Miglior show-TV, per Mary Tyler Moore Show (2004)
- Miglior show-TV, per Cuori senza età (2008)
- Premio Legend Awards (2015)

 MTV Movie Awards 
Candidatura:
- Miglior momento (Ma che ca...!) per Ricatto d'amore (2010)

 People's Choice Awards 
Vinti:
- Premio speciale come ''Icona della TV'' (2015)

Candidature:
- Personaggio dell'anno (1987)
- Personaggio dell'anno (1988)
- Personaggio dell'anno (1989)
- Miglior ospite speciale in una serie Tv, per Community (2011)
- Personaggio del web (2011)

 American Comedy Awards 
Vinti:
- Miglior attrice protagonista in una serie Tv, per Cuori senza età (1987)
- Premio speciale (1990)
- Miglior "ospite speciale" in una serie Tv, per Ally McBeal (2000)

Candidatura:
- Miglior attrice protagonista in una serie Tv, per Cuori senza età (1990)

 Altri riconoscimenti 
- Teen Choice Awards 2010: Miglior sequenza di ballo (condiviso con Sandra Bullock) per Ricatto d'amore
- Candidatura ai Teen Choice Awards 2010: Migliori scene stealer femminili per Ricatto d'amore